# 薩斯特魚龍屬
薩斯特魚龍屬又譯沙士塔魚龍，是已滅絕海生爬行動物的一屬，是最大型的魚龍類，生存於三疊紀晚期的美國、加拿大、中國。薩斯特魚龍有高度特化的鰭狀肢，適合在海中游泳。口鼻部短、缺乏牙齒，被推測以魚類、無殼頭足類為食。
薩斯特魚龍的屬名意為「沙斯塔山的蜥蜴」，是以加州北部的沙斯塔山為名。

## 敘述

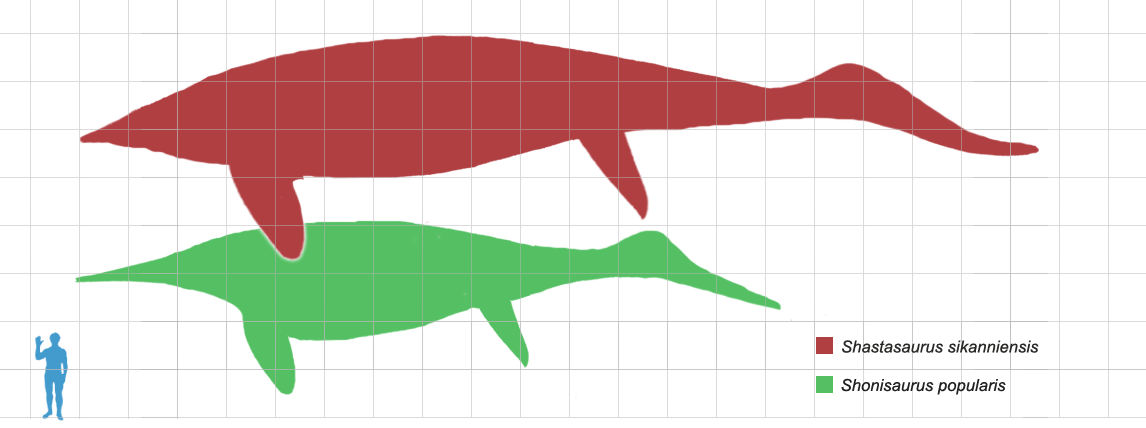
通俗秀尼魚龍(綠)、西卡尼薩斯特魚龍(紅)與人類的體型比較圖

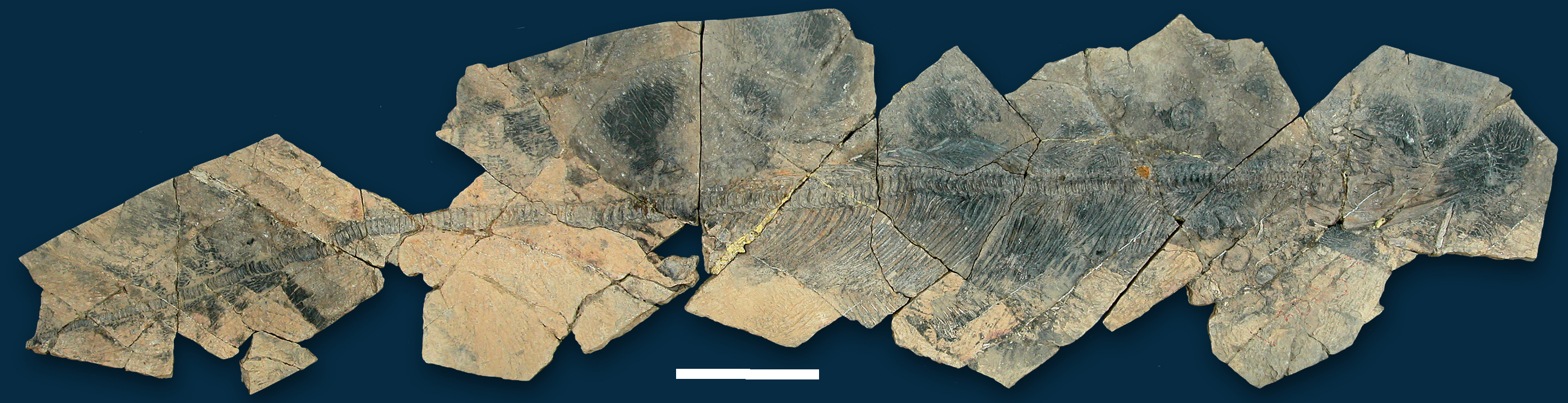
梁氏薩斯特魚龍的未成年標本（編號YGMIR SPCV03108）

薩斯特魚龍生存於三疊紀晚期。西卡尼薩斯特魚龍的化石，發現於加拿大卑詩省的Pardonet組地層，地質年代約2億1000萬年前，相當於諾利階中期。西卡尼薩斯特魚龍是體型最大的種，身長估計約21公尺。目前只有梁氏薩斯特魚龍曾發現數個保存狀態良好的頭顱骨，頭顱骨長度約是全身長的8.3%；而未成年個體的頭顱骨長度，約是全身長的9.3%。
薩斯特魚龍是種高度特化的魚龍類，身體較為修長。根據最大型的標本，身體的背腹高度約2公尺，而前肢、後肢的距離超過7公尺。薩斯特魚龍的口鼻部短、缺乏牙齒；大部分魚龍類的口鼻部修長、外形類似現代海豚、具有牙齒。研究人員根據這種特殊口鼻部，推測薩斯特魚龍是種濾食性動物，主要以魚類、無殼頭足類為食。未成年個體的口鼻部，也缺乏牙齒。薩斯特魚龍的口鼻部骨頭構造較為不同。大部分爬行動物的鼻骨，位於頭顱骨的中段部分；而薩斯特魚龍的鼻骨延伸至口鼻部的前端。口鼻部的骨頭非常修長。
在早期的想像圖裡，薩斯特魚龍常被認為背部有鰭狀構造，如同其他進階型魚龍類。近年研究發現，其他薩斯特魚龍科也缺乏背鰭，因此薩斯特魚龍被推測也沒有背鰭。研究人員也推測，尾部上方的形狀較不突出，而時代較晚魚龍類的尾部形狀較為特化、類似鯊魚。

## 種與異名

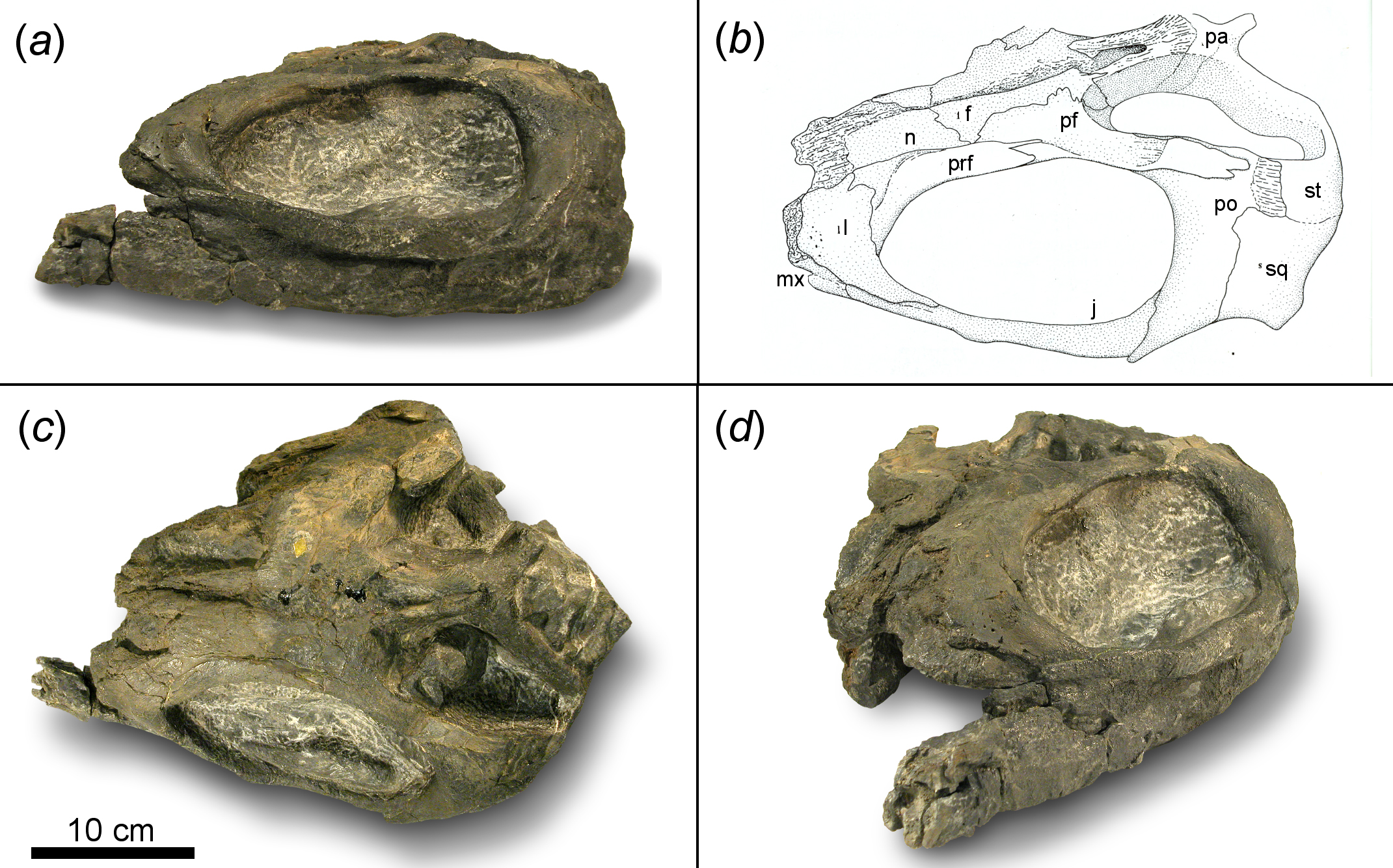
太平洋薩斯特魚龍的頭骨

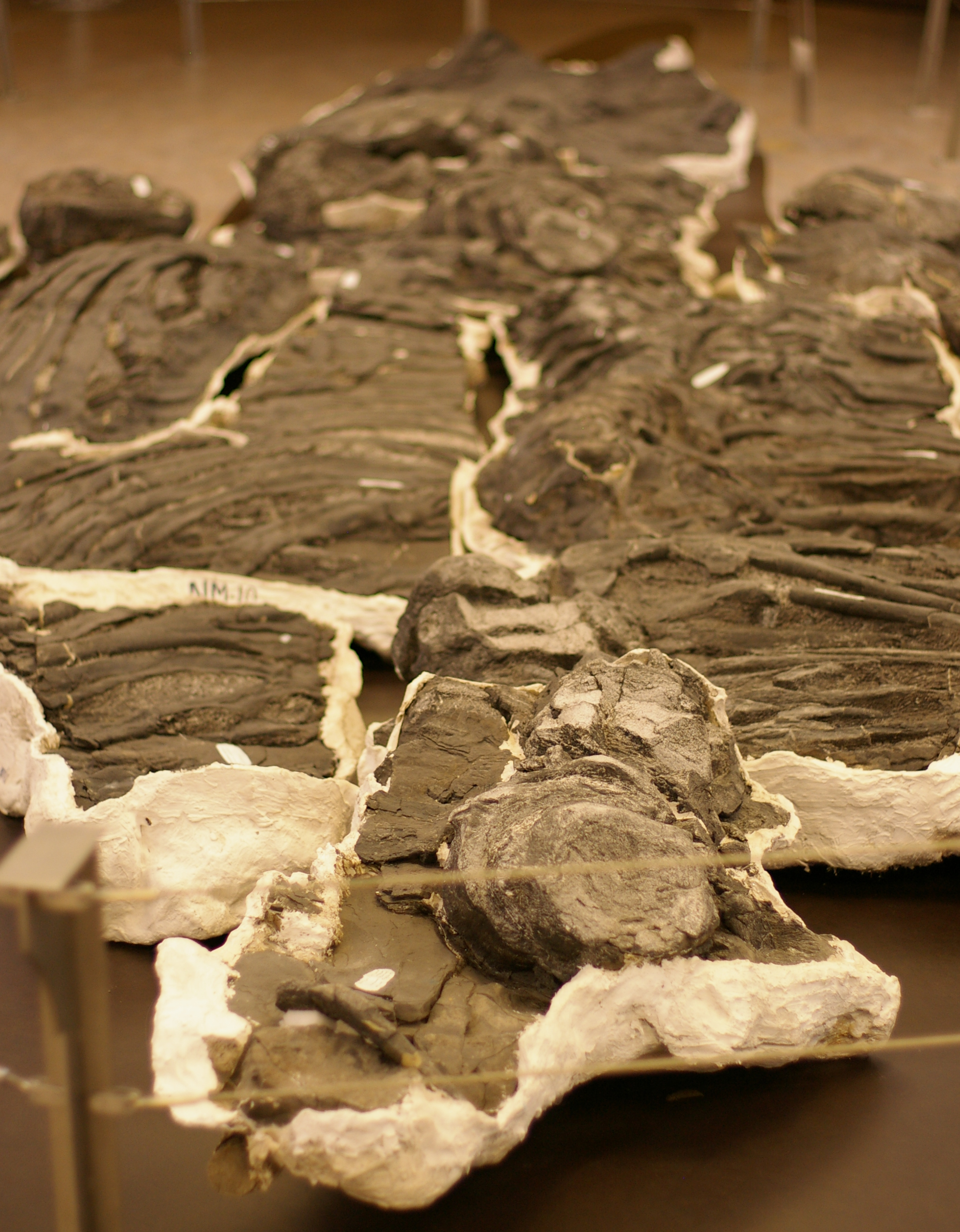
西卡尼薩斯特魚龍的標本

模式種是太平洋薩斯特魚龍（S. pacificus），化石發現於美國加州北部，地質年代是卡尼階晚期。化石狀態破碎。過去曾有數種魚龍類被歸類於薩斯特魚龍，多是有長口鼻部的魚龍類，目前多被建立為獨立屬，例如：Callawayia、貴州魚龍。
梁氏薩斯特魚龍（S. liangae）原本是關嶺魚龍，當初發表時根據化石標本估計全長約 6.44 公尺。在2011年被改歸類於薩斯特魚龍。被發現數個完整的頭顱骨，研究人員因此瞭解薩斯特魚龍的口鼻部短、缺乏牙齒，而非原本推測的長口鼻部、具有牙齒。最大型標本（編號YIGMR SPCV03109）身長約8.3公尺。未成年標本（編號YIGMR SPCV03108）身長約3.74公尺。
西卡尼薩斯特魚龍（S. sikkanniensis）是在2004年被敘述、命名，當時是秀尼魚龍的一種。但當時研究並沒有根據種系發生學分析，原作者也注意到這新種與薩斯特魚龍的類似處。在2011年的種系發生學研究，發現這新種較類似薩斯特魚龍，而與秀尼魚龍不大相似，因此改歸類於薩斯特魚龍，成為西卡尼薩斯特魚龍。化石發現於加拿大卑詩省的Pardonet組地層，地質年代約相當於諾利階中期。西卡尼薩斯特魚龍是體型最大的種，身長估計約21公尺。
在2009年，中國科學家將貴州魚龍歸類於薩斯特魚龍的一種。根據2011年的新研究，貴州魚龍其實是更進階型的魚龍類，而非薩斯特魚龍的一種。過去還有許多種被歸類於薩斯特魚龍，例如：奧地利的S. carinthiacus、德國的S. neubigi，目前都被認為是疑名。近年，S. neubigi被重新研究，並被建立為獨立屬，Phantomosaurus。S. alexandrae、S. osmonti目前則是太平洋薩斯特魚龍的異名Merriam, 1902。